# Adele Silva
Adele Katie Silva (Londres, Inglaterra; 19 de noviembre de 1980) es una actriz inglesa, más conocida por haber interpretado a Kelly Windsor en la serie Emmerdale.

## Biografía
Salió con el músico Antony Costa, pero la relación terminó en noviembre de 2006. Comenzó a salir con Oliver Farber, con quien más tarde se comprometió. Sufrió tres abortos involuntarios; sin embargo, la pareja tuvo una hija, Sienna Evie Farber (25 de marzo de 2015).

## Carrera
Trabaja como asistente de una tienda.
Apareció en un comercial para "Cleaner Close No 35".
El 10 de agosto de 1993, se unió al elenco principal de la serie Emmerdale, donde interpretó a Kelly Windsor hasta noviembre de 2000. Regresó a la serie en junio de 2005 y se fue nuevamente en octubre de 2007. Finalmente, su última aparición fue en mayo de 2011. En 1999 apareció como invitada en la serie policíaca The Bill, donde dio vida a Pam Wright; anteriormente había aparecido por primera vez en la serie en 1990, cuando dio vida a una joven durante el episodio "Lies".
En 2014 apareció en un episodio de la serie médica Casualty, donde interpretó a Holly Mable. En 2015 se anunció que aparecería como invitada en la serie Hollyoaks, donde dará vida a Angela.

## Filmografía

### Series de televisión
| Año                            | Título                        | Personaje      | Notas                               |
| ------------------------------ | ----------------------------- | -------------- | ----------------------------------- |
| 2015                           | Hollyoaks                     | Angela Brown   | 7 episodios                         |
| 2014                           | Casualty                      | Holly Mable    | episodio "Solomon's Song"           |
| 2012                           | Crime Stories                 | Moira Young    | episodio # 1.10                     |
| 1993 - 2000, 2005 - 2007, 2011 | Emmerdale                     | Kelly Windsor  | 343 episodios                       |
| 2004                           | Mile High                     | Soph           | episodio # 2.9                      |
| 2004                           | The Courtroom                 | Jennifer Eaton | episodio "Beloved Daughter"         |
| 2003                           | Judge John Deed               | Cat Murphy     | episodio "Conspiracy"               |
| 2002                           | Dalziel and Pascoe            | Keeley Smart   | episodio "The Unwanted"             |
| 2002                           | Is Harry on the Boat?         | Colette        | episodio # 1.11                     |
| 2000                           | At Home with the Braithwaites | Mel Townsend   | episodio # 1.4                      |
| 1999                           | The Bill                      | Pam Wright     | 3 episodios                         |
| 1994                           | Harry Enfield and Chums       | pequeña Lola   | episodio # 1.6                      |
| 1991                           | Children's Ward               | Lou            | 6 episodios                         |
| 1991                           | EastEnders                    | Beth           | 3 episodios                         |
| 1990                           | Chain                         | Abigail Benson | episodio "David Lynton" - miniserie |
| 1988 - 1990                    | Mr. Majeika                   | Fenella Fudd   | 7 episodios                         |
| 1989                           | Doctor Who                    | Squeak         | episodio "Survival: Part Three"     |
| 1988                           | Playbus                       | -              | 2 episodios                         |

### Películas
| Año  | Título                    | Personaje | Notas |
| ---- | ------------------------- | --------- | --- |
| 2014 | We Still Kill the Old Way | Gemma     | junto a Ian Ogilvy, Alison Doody, Christopher Ellison, Danny-Boy Hatchard, Lysette Anthony, James Cosmo & Steven Berkoff |

### Apariciones
| Año  | Programa                             | Notas                                                        |
| ---- | ------------------------------------ | ------------------------------------------------------------ |
| 2012 | The Wright Stuff                     | episodio # 17.35 - panelista invitada                        |
| 2007 | Hell's Kitchen                       | 15 episodios - concursante                                   |
| 2005 | DiscoMania 2: Don't Stop the Music   | documental                                                   |
| 2005 | Stars in Their Eyes                  | episodio "Soap Stars Special 4" - interpretó a Kylie Minogue |
| 1992 | Harry Enfield's Television Programme | episodio "Harry Enfield's Festive Television Programme"      |